# Stanisław Postępski
Stanisław Postępski (ur. 22 lipca 1876 w Stryju, zm. prawdop. 1940) – prawnik, wykładowca, sekretarz Uniwersytetu Jana Kazimierza we Lwowie, kapitan piechoty Wojska Polskiego, ofiara zbrodni katyńskiej.

## Życiorys
Urodził się 22 lipca 1876 w Stryju, w rodzinie Władysława i Heleny z Kaniewskich. Uczęszczał do gimnazjum w Stryju i Lwowie, ukończył w 1896 Państwowe Gimnazjum im. króla Stanisława Leszczyńskiego w Jaśle. Działał w tajnym ruchu niepodległościowym na obszarze Galicji. W 1901 ukończył studia prawnicze (z tytułem magistra) na Uniwersytecie Franciszkańskim we Lwowie. Po ukończeniu studiów pracował w Krajowej Dyrekcji Skarbu we Lwowie. W czerwcu 1910 decyzją prezydium krajowej dyrekcji skarbu jako koncepista skarbu został mianowany komisarzem skarbu w X klasie rangi. Od 1913 był wykładowcą rachunkowości ogólnej i państwowej w Studium Ekonomiczno-Administracyjnym. 1 marca 1913 został dyrektorem kancelarii Uniwersytetu Franciszkańskiego we Lwowie. Po wybuchu I wojny światowej jako oficer rezerwy został wcielony do c. i k. armii. Po upadku Twierdzy Przemyśl wiosną 1915 został wzięty do niewoli rosyjskiej. W tym czasie władze uniwersyteckie czyniły starania mające na celu uniknięcie zesłania Postępskiego do Rosji; w stanie choroby został on przewieziony do szpitala wojskowego przy ul. Łyczakowskiej we Lwowie, po czym mimo wcześniejszych obietnic ze strony Rosjan, 16 kwietnia 1915 został wywieziony do Rosji.
Po zakończeniu wojny wstąpił do Wojska Polskiego. Został awansowany do stopnia kapitana ze starszeństwem z dniem 1 czerwca 1919 w korpusie oficerów piechoty. Jako oficer rezerwowy w 1923, 1924 był przydzielony do 45 pułku piechoty w Równem. W 1934 jako kapitan rezerwy piechoty i oficer pospolitego ruszenia był przydzielony do Oficerskiej Kadry Okręgowej nr VI jako oficer przewidziany do użycia w czasie wojny i pozostawał wówczas w ewidencji Powiatowej Komendy Uzupełnień Lwów Miasto.
W okresie II Rzeczypospolitej w latach 20 i 30. pełnił funkcję dyrektora kancelarii, notariusza, sekretarza senatu i kierownika sekretariatu Uniwersytetu Jana Kazimierza we Lwowie. Od 1936 był wykładowcą w Studium Ekonomicznym na Wydziale Prawa Uniwersytetu Jana Kazimierza we Lwowie. Na własną prośbę z dniem 31 sierpnia 1938 został przeniesiony w stan spoczynku.
Był członkiem rzeczywistym korporacji akademickiej „Astrea”, jej sekretarzem w roku akademickim 1931/32 i wiceprezesem w 1932/33. Był członkiem zwyczajnym Kasyna i Koła Literacko-Artystycznego we Lwowie.
Do 1939 jako emeryt zamieszkiwał przy Jana Długosza 27 we Lwowie (obecnie Cyryla i Mefodija).
Po wybuchu II wojny światowej i agresji ZSRR na Polskę z 17 września 1939 na terenach wschodnich II Rzeczypospolitej został aresztowany przez NKWD. Był przetrzymywany w obozie w Kozielsku. Na wiosnę 1940 miał zostać zamordowany przez NKWD w ramach zbrodni katyńskiej (Adam Redzik wskazał, że Stanisław Postępski został zamordowany w Katyniu, zaś Jan Draus podał, iż w Charkowie). Mimo tego Stanisław Postępski nie został wymieniony na listach katyńskich, które opublikowała Rada Ochrony Pamięci Walk i Męczeństwa.
Od 11 listopada 1905 był mężem Marii Osuchowskiej. Córkami Stanisława Postępskiego były: Janina (ur. 1908), po mężu Solecka, która we wspomnieniach twierdziła, że jej ojciec zmarł na terenie obecnego Kazachstanu i Jadwiga zamężna z Tomaszem Kozłowskim; ich synami byli Stefan i Krzysztof.

## Ordery i odznaczenia
- Krzyż Oficerski Orderu Odrodzenia Polski
- Krzyż Kawalerski Orderu Odrodzenia Polski (11 listopada 1937)[35][36]
- Złoty Krzyż Zasługi (10 listopada 1933)[37]